# Chesias taurica
Chesias taurica är en fjärilsart som beskrevs av Eugen Wehrli 1938. Chesias taurica ingår i släktet Chesias och familjen mätare. Inga underarter finns listade i Catalogue of Life.